# Kinda Kinks
Kinda Kinks е вторият студиен албум на английската рок група Кинкс. Издаден е през 1965 г. Той е записан веднага след завръщането на групата от азиатското им турне, и е завършен и издаден в рамките на 2 седмици. Така, продукцията му е ускорена, и, според Рей Дейвис, групата не е напълно доволна от резултатите от работата. Поради натиска от продуцентите, те нямат време да коригират грешките в сбирката. Рей Дейвис по-късно изразява недоволството си от продукцията. Той коментира това така:
| „ | Малко по-големи грижи трябваше да бъдат положени. Считам, че (продуцентът) Шел Талми отиде твърде далеч, в опитите си да запази грубите очертания. Част от двойния тракинг е просто ужасен. В него песните са по-добри, отколкото в първия албум, но той не е изпълнен по правилния начин. Той просто беше твърде прибързан. | “ |

Албумът се запомня със сингъла Tired of Waiting for You, който се добира до първа позиция в Британската класация за сингли. Албумът достига №3 в Британската класация за албуми.
В Щатите албумът е представен по различен начин, подредбата на песните е променена, а корицата е преопакована. Някои от песните са премахнати, а сингълът Set Me Free, издаден два месеца след Kinda Kinks в Обединеното кралство, може да се намери само в американското издание. В Обединеното кралство албумът е издаден в моно формат; не е правен стерео микс.

## Критически отзиви
Олмюзик пише, че албумът е небалансиран, но също така „това, което е най-висше качество е също силно запомнящо се, а това, което не е, също не е лошо“. Те също така отбелязват съзряването в авторството на Рей Дейвис.